# Rivière Doré (vattendrag i Kanada, Québec, lat 47,65, long -76,34)
Rivière Doré är ett vattendrag i Kanada.   Det ligger i provinsen Québec, i den sydöstra delen av landet, 250 km norr om huvudstaden Ottawa. Rivière Doré ligger vid sjön Lac Landron.
I omgivningarna runt Rivière Doré växer i huvudsak blandskog. Trakten runt Rivière Doré är nära nog obefolkad, med mindre än två invånare per kvadratkilometer.